# Sybase Open 1999 - Qualificazioni singolare
Le qualificazioni del singolare  dello  Sybase Open 1999 sono state un torneo di tennis preliminare per accedere alla fase finale della manifestazione. I vincitori dell'ultimo turno sono entrati di diritto nel tabellone principale. In caso di ritiro di uno o più giocatori aventi diritto a questi sono subentrati i lucky loser, ossia i giocatori che hanno perso nell'ultimo turno ma che avevano una classifica più alta rispetto agli altri partecipanti che avevano comunque perso nel turno finale.
Le qualificazioni del torneo Sybase Open 1999 prevedevano 32 partecipanti di cui 4 sono entrati nel tabellone principale.

## Teste di serie
1. Takao Suzuki (primo turno)
2. Cecil Mamiit (Qualificato)
3. André Sá (primo turno)
4. Márcio Carlsson (primo turno)

1. Bernd Karbacher (Qualificato)
2. Alex O'Brien (primo turno)
3. Xavier Malisse (secondo turno)
4. Grant Stafford (ultimo turno)

## Qualificati
1. Alejandro Hernández
2. Cecil Mamiit

1. Bernd Karbacher
2. Ronald Agénor

## Tabellone

### Legenda
| - Q = Qualificato - WC = Wild card - LL = Lucky loser | - ALT = Alternate - SE = Special Exempt - PR = Protected Ranking | - w/o = Walkover - r = Ritirato - d = Squalificato |

### Sezione 1
|  | Primo turno         | Primo turno         | Primo turno         | Primo turno | Primo turno |  |  | Secondo turno   | Secondo turno       | Secondo turno       | Secondo turno       | Secondo turno |   |   | Ultimo turno   | Ultimo turno   | Ultimo turno | Ultimo turno | Ultimo turno |  |
|  |                     |                     |                     |             |             |  |  |                 |                     |                     |                     |               |   |   |                |                |              |              |              |  |
|  |                     | Nenad Zimonjić      | 3                   | 6           | 6           |  |  |                 |                     |                     |                     |               |   |   |                |                |              |              |              |  |
|  | 1                   | Takao Suzuki        | 6                   | 3           | 3           |  |  | Nenad Zimonjić  | Nenad Zimonjić      | Nenad Zimonjić      | 6                   | 3             |   |   |                |                |              |              |              |  |
|  | Mariano Sánchez     | Mariano Sánchez     | Mariano Sánchez     | 7           | 6           |  |  | Mariano Sánchez | Mariano Sánchez     | Mariano Sánchez     | 3                   | 2r            |   |   |                |                |              |              |              |  |
|  | Dušan Vemić         | Dušan Vemić         | Dušan Vemić         | 6           | 3           |  |  |                 |                     |                     |                     |               |   |   | Nenad Zimonjić | Nenad Zimonjić | 6            | 2            | 2            |  |
|  | Alejandro Hernández | Alejandro Hernández | Alejandro Hernández | 6           | 6           |  |  |                 |                     | Alejandro Hernández | Alejandro Hernández | 2             | 6 | 6 |                |                |              |              |              |  |
|  | Nathaniel Jackmon   | Nathaniel Jackmon   | Nathaniel Jackmon   | 2           | 4           |  |  |                 | Alejandro Hernández | Alejandro Hernández | 7                   | 6             |   |   |                |                |              |              |              |  |
|  | 7                   | Xavier Malisse      | Xavier Malisse      | 6           | 6           |  |  | 7               | Xavier Malisse      | Xavier Malisse      | 6                   | 3             |   |   |                |                |              |              |              |  |
|  |                     | Phillip King        | Phillip King        | 2           | 3           |  |  |                 |                     |                     |                     |               |   |   |                |                |              |              |              |  |

### Sezione 2
|  | Primo turno     | Primo turno     | Primo turno     | Primo turno | Primo turno |  |  | Secondo turno | Secondo turno  | Secondo turno | Secondo turno  | Secondo turno |   |   | Ultimo turno | Ultimo turno | Ultimo turno | Ultimo turno | Ultimo turno |  |
|  |                 |                 |                 |             |             |  |  |               |                |               |                |               |   |   |              |              |              |              |              |  |
|  | 2               | Cecil Mamiit    | Cecil Mamiit    | 6           | 7           |  |  |               |                |               |                |               |   |   |              |              |              |              |              |  |
|  |                 | Jared Palmer    | Jared Palmer    | 3           | 5           |  |  | 2             | Cecil Mamiit   | Cecil Mamiit  | 7              | 6             |   |   |              |              |              |              |              |  |
|  | Kobi Ziv        | Kobi Ziv        | Kobi Ziv        | 6           | 6           |  |  |               | Kobi Ziv       | Kobi Ziv      | 5              | 2             |   |   |              |              |              |              |              |  |
|  | Scott Humphries | Scott Humphries | Scott Humphries | 4           | 4           |  |  |               |                |               |                |               |   |   | 2            | Cecil Mamiit | 4            | 7            | 6            |  |
|  | Lior Mor        | Lior Mor        | Lior Mor        | 6           | 6           |  |  |               |                | 8             | Grant Stafford | 6             | 6 | 2 |              |              |              |              |              |  |
|  | Michael Sell    | Michael Sell    | Michael Sell    | 2           | 4           |  |  |               | Lior Mor       | 7             | 4              | 1             |   |   |              |              |              |              |              |  |
|  | 8               | Grant Stafford  | Grant Stafford  | 6           | 6           |  |  | 8             | Grant Stafford | 6             | 6              | 6             |   |   |              |              |              |              |              |  |
|  |                 | Michael Hill    | Michael Hill    | 4           | 3           |  |  |               |                |               |                |               |   |   |              |              |              |              |              |  |

### Sezione 3
|  | Primo turno    | Primo turno     | Primo turno    | Primo turno | Primo turno |  |  | Secondo turno | Secondo turno   | Secondo turno | Secondo turno   | Secondo turno   |   |   | Ultimo turno | Ultimo turno | Ultimo turno | Ultimo turno | Ultimo turno |  |
|  |                |                 |                |             |             |  |  |               |                 |               |                 |                 |   |   |              |              |              |              |              |  |
|  |                | Kevin Kim       | Kevin Kim      | 6           | 6           |  |  |               |                 |               |                 |                 |   |   |              |              |              |              |              |  |
|  | 3              | André Sá        | André Sá       | 3           | 4           |  |  | Kevin Kim     | Kevin Kim       | 1             | 6               | 7               |   |   |              |              |              |              |              |  |
|  | David DiLucia  | David DiLucia   | David DiLucia  | 6           | 6           |  |  | David DiLucia | David DiLucia   | 6             | 3               | 5               |   |   |              |              |              |              |              |  |
|  | Torrey Gambill | Torrey Gambill  | Torrey Gambill | 0           | 0           |  |  |               |                 |               |                 |                 |   |   |              | Kevin Kim    | Kevin Kim    | 3            | 4            |  |
|  | Harel Levy     | Harel Levy      | 3              | 6           | 6           |  |  |               |                 | 5             | Bernd Karbacher | Bernd Karbacher | 6 | 6 |              |              |              |              |              |  |
|  | Yu Jr. Wang    | Yu Jr. Wang     | 6              | 3           | 1           |  |  |               | Harel Levy      | 3             | 7               | 3               |   |   |              |              |              |              |              |  |
|  | 5              | Bernd Karbacher | 6              | 6           | 6           |  |  | 5             | Bernd Karbacher | 6             | 6               | 6               |   |   |              |              |              |              |              |  |
|  |                | Wade McGuire    | 7              | 4           | 3           |  |  |               |                 |               |                 |                 |   |   |              |              |              |              |              |  |

### Sezione 4
|  | Primo turno       | Primo turno       | Primo turno       | Primo turno | Primo turno |  |  | Secondo turno     | Secondo turno     | Secondo turno     | Secondo turno | Secondo turno |   |   | Ultimo turno  | Ultimo turno  | Ultimo turno  | Ultimo turno | Ultimo turno |  |
|  |                   |                   |                   |             |             |  |  |                   |                   |                   |               |               |   |   |               |               |               |              |              |  |
|  |                   | Ronald Agénor     | Ronald Agénor     | 6           | 6           |  |  |                   |                   |                   |               |               |   |   |               |               |               |              |              |  |
|  | 4                 | Márcio Carlsson   | Márcio Carlsson   | 4           | 2           |  |  | Ronald Agénor     | Ronald Agénor     | Ronald Agénor     | 7             | 6             |   |   |               |               |               |              |              |  |
|  | Christophe Rochus | Christophe Rochus | Christophe Rochus | 7           | 7           |  |  | Christophe Rochus | Christophe Rochus | Christophe Rochus | 5             | 2             |   |   |               |               |               |              |              |  |
|  | Jaime Oncins      | Jaime Oncins      | Jaime Oncins      | 6           | 6           |  |  |                   |                   |                   |               |               |   |   | Ronald Agénor | Ronald Agénor | Ronald Agénor | 6            | 6            |  |
|  | Doug Flach        | Doug Flach        | Doug Flach        | 6           | 6           |  |  |                   |                   | Doug Flach        | Doug Flach    | Doug Flach    | 3 | 1 |               |               |               |              |              |  |
|  | Taylor Dent       | Taylor Dent       | Taylor Dent       | 4           | 2           |  |  | Doug Flach        | Doug Flach        | 7                 | 4             | 7             |   |   |               |               |               |              |              |  |
|  |                   | Jonathan Stark    | Jonathan Stark    | 6           | 6           |  |  | Jonathan Stark    | Jonathan Stark    | 6                 | 6             | 6             |   |   |               |               |               |              |              |  |
|  | 6                 | Alex O'Brien      | Alex O'Brien      | 1           | 3           |  |  |                   |                   |                   |               |               |   |   |               |               |               |              |              |  |